# 졸본
졸본(卒本) 또는 홀본(忽本)은 고구려 동명성왕 주몽이 고구려를 세우며 도읍로 삼았다고 전해지는 곳이다. 현재의 중화인민공화국 랴오닝성(遼寧省) 번시 시(本溪市) 환런 현(桓仁縣) 오녀산성으로 비정(比定)된다.
고구려의 첫 도읍에 대해서 『광개토왕릉비』는 "비류곡 홀본(忽本) 서쪽의 산 위에 쌓은 성"이라 적었다. 위서(魏書)에는 흘승골성(紇升骨城)이라고 언급되었고, 삼국사기에서는 대체로 졸본성(卒本城)이라 쓰고 있다.
성(城)은 압록강의 지류인 혼강(渾江) 유역에 위치하였다. 혼강은 당시에는 졸본(卒本)이라는 지역명을 따서 졸본천(卒本川)이라고 부르거나 비류수(沸流水)라고 불렸는데, 비류수의 상류에는 송양(松讓)의 비류국(沸流國)이 있었다고 한다.
고구려의 수도 '졸본'이 신라와 백제의 수도인 '서라벌', '소부리'와 같은 의미의 지명이라는 견해가 있다. '卒'과 '忽'의 중고 한음은 /*tswot/와 /*xwot/로 재구되어 '솔/소라/소리'로 보고, '本'는 /*pwon/로 '불/부리'로 보기도 한다. 즉 '솔부리·소라불·소라부리' 정도로 '서라벌', '소부리' 등과 통한다는 견해이다.

## 같이 보기
- 오녀산성
- 국내성
- 환도성
- 지안시